# Bitva na Čaldiránské rovině
Bitva na Čaldiránské rovině (persky جنگ چالدران‎; turecky Çaldıran Muharebesi) se odehrála 23. srpna 1514 a skončila vítězstvím pro Osmanskou říši nad Safíovskou. Následně Osmané poprvé od Safíovců získali a připojili východní Anatolii a severní Irák. Šlo také o první osmanský vpád do východní Anatolie a také byla zastavena expanze Safíovců na západ. Touto bitvou Osmané také získali dočasnou kontrolu nad samotným severozápadním Íránem. Bitva nicméně začala jen 41 let ničivé války, která skončila teprve v roce 1555 mírem z Amasye. Ačkoli byla Mezopotámie a východní Anatolie (Západní Arménie) nakonec za vlády krále Abbáse I. (vládl 1588–1629) převzata zpět Safíovci, byla navždy ztracena do osmanských rukou zuhabským mírem v roce 1639.